# Salicina
La salicina è una sostanza di colore bianco, cristallina, inodore e di sapore amaro.
Chimicamente è un β-glucoside costituito da glucosio esterificato mediante legame β-glicosidico con saligenina (alcol salicilico).
È presente in molte piante della famiglia delle Salicaceae come salici e pioppi. Si rinviene inoltre in qualità apprezzabili in Viola tricolor e Filipendula ulmaria.

## Chimica
La corteccia di pioppi e salici è raccolta a fine estate ed in ambiente alcalino viene estratta la populina (6-monobenzoato di salicina), che in ambiente alcalino è scissa in benzoato e salicina alcool β-glucoside. 
Con ossidazione della funzione alcolica presente sulla parte aromatica della molecola di salcina viene infine metabolizzato l'acido salicilico.

## Storia
Francesco Fontana, un chimico italiano nel 1825 isolò per la prima volta il principio attivo dal salice bianco chiamandolo salicina.
Johann Buchner nel 1828, a Monaco di Baviera estrasse dalla corteccia del salice bianco i cristalli di salicina dal sapore amaro. Un anno dopo, nel 1829, un chimico francese, Pierre-Joseph Leroux, migliora il processo di estrazione della salicina dalla corteccia; egli gli diede il nome salicilina (da Salix = salice) e comprese le proprietà fitoterapiche terapeutiche dello stesso.

## Farmacologia
La salicina possiede un'attività antinfiammatoria, antipiretica, antidolorifica per inibizione delle cicloossigenasi dovuta alla frazione agliconica (saligenina) della molecola che si libera in vivo nell'intestino tenue ad opera dell'attività enzimatica della flora residente.

## Precauzioni
Il più importante rischio accertato relativo a Salute & Sicurezza della salicina è H317 – Può provocare una reazione allergica cutanea.